# Francesco Paolo Supriani
Francesco Paolo Tomaso Supriani (* 11. Juli 1678 in Conversano; † 28. August 1753 in Neapel) war ein italienischer Cellist und Komponist der neapolitanischen Schule.

## Leben und Wirken
Francesco Supriani gehörte ab 1693 als Schüler des neapolitanischen „Conservatorio della Piéta dei Turchini“ zu den frühen Virtuosen auf dem Violoncello. Er war der Verfasser einer handschriftlichen, didaktisch angelegten Sammlung von Toccaten für dieses Instrument mit einer erläuternden Einleitung, den „Principij da imparare a suonare il violoncello e con 12 toccate a solo“ von 1720, die von dem Musikwissenschaftler und Cellisten Luigi Silva (1903–1961) in der Bibliothek des „Conservatorio San Pietro a Majella“ in Neapel wiederentdeckt und herausgegeben wurden. In diesem Werk verwendet Scipriani bereits von Anfang an die fünfte Lage sowie den Bass- und Tenorschlüssel.

## Diskographie
- La voce del violoncello Werke für Cello der wichtigsten italienischen Cellistenkomponisten – (2012, Passacaille Records) OCLC 848901855
- Boccherini's Dreams: Toccate I, IV, X e XI – Mime Yamahiro Brinkmann, cello (2021, Arcantus)
- Supriani: 12 Toccatas for Cello, Transcribed for Viola by Marco Misciagna – Marco Misciagna, Bratsche (2024, MM – MM03)[5]